# Open de Suède Vårgårda 2018
De dertiende editie van de Zweedse wielerwedstrijd Open de Suède Vårgårda werd gehouden op 11 en 13 augustus 2018 in en rond de stad Vårgårda. Zowel de wegwedstrijd als de ploegentijdrit maakten deel uit van de UCI Women's World Tour 2018 in de wedstrijdcategorie 1.WWT. De ploegentijdrit werd voor het derde jaar op rij gewonnen door het Nederlandse Boels Dolmans met 16 seconden voor Team Sunweb en 47 seconden voor Cervélo-Bigla. Titelverdedigster in de wegwedstrijd, de Finse Lotta Lepistö, werd opgevolgd door Marianne Vos, die ook in 2009 en 2013 won. Na beide wedstrijden bleef Anna van der Breggen aan de leiding in de World Tour.

## Deelnemende ploegen
| UCI-teams                          | UCI-teams        | Nationale selectie |
| ---------------------------------- | ---------------- | ------------------ |
| Alé Cipollini                      | Mitchelton-Scott | Noorwegen          |
| Astana                             | Movistar Team    | Zweden             |
| Boels Dolmans                      | Team Sunweb      |                    |
| BTC City Ljubljana                 | Team Tibco       |                    |
| Canyon-SRAM                        | Trek-Drops       |                    |
| Cervélo-Bigla                      | Valcar PBM       |                    |
| Cogeas-Mettler                     | Team Virtu       |                    |
| FDJ Nouvelle-Aquitaine Futuroscope | Waowdeals        |                    |
| Hitec Products                     | Wiggle High5     |                    |

## Uitslag

### Wegwedstrijd
| Wegwedstrijd (13 augustus) |                           |                    |          |
| Plaats                     | Naam                      | Ploeg              | Tijd     |
| Winnaar                    | Marianne Vos              | Waowdeals          | 3u27'55" |
| 2                          | Kirsten Wild              | Wiggle High5       | +2"      |
| 3                          | Lotta Lepistö             | Cervélo-Bigla      | z.t.     |
| 4                          | Elena Cecchini            | Canyon-SRAM        | z.t.     |
| 5                          | Barbara Guarischi         | Team Virtu         | z.t.     |
| 6                          | Maria Giulia Confalonieri | Valcar PBM         | z.t.     |
| 7                          | Christine Majerus         | Boels Dolmans      | z.t.     |
| 8                          | Coryn Rivera              | Team Sunweb        | +3"      |
| 9                          | Letizia Paternoster       | Astana             | z.t.     |
| 10                         | Eugenia Bujak             | BTC City Ljubljana | +4"      |
|                            |                           |                    |          |
| 64                         | Ann-Sophie Duyck          | Cervélo-Bigla      | +6'49"   |

### Ploegentijdrit
| Ploegentijdrit (11 augustus) | |                    |         |
| Plaats                       | Naam | Ploeg              | Tijd    |
| Winnaar                      | Chantal Blaak Anna van der Breggen Karol-Ann Canuel Amalie Dideriksen Christine Majerus Amy Pieters         | Boels Dolmans      | 53'08"  |
| 2                            | Lucinda Brand Leah Kirchmann Juliette Labous Floortje Mackaij Pernille Mathiesen Coryn Rivera               | Team Sunweb        | + 16"   |
| 3                            | Ann-Sophie Duyck Clara Koppenburg Lotta Lepistö Ashleigh Moolman-Pasio Emma Norsgaard Cecilie Uttrup Ludwig | Cervélo-Bigla      | + 47"   |
| 4                            | - | Canyon-SRAM        | + 1'25" |
| 5                            | - | Wiggle High5       | + 1'42" |
| 6                            | - | Waowdeals          | + 1'54" |
| 7                            | - | Mitchelton-Scott   | + 2'29" |
| 8                            | - | Team Virtu         | + 2'55" |
| 9                            | - | Movistar Team      | + 3'06" |
| 10                           | - | BTC City Ljubljana | + 3'14" |

2006 · 
2007 · 
2008 · 
2009 ·
2010 ·
2011 ·
2012 ·
2013 · 
2014 · 
2015 · 
2016 · 
2017 · 
2018 · 
2019 · 
2020 · 
2021 · 
2022
 Strade Bianche ·
 Ronde van Drenthe ·
 Trofeo Alfredo Binda-Comune di Cittiglio ·
 Driedaagse van De Panne-Koksijde ·
 Gent-Wevelgem ·
 Ronde van Vlaanderen ·
 Amstel Gold Race ·
 Waalse Pijl ·
 Luik-Bastenaken-Luik ·
 Ronde van Chongming ·
 Ronde van Californië ·
 Emakumeen Bira ·
 The Women's Tour ·
 Ronde van Italië voor vrouwen ·
 La Course by Le Tour de France ·
 RideLondon Classic ·
 Open de Suède Vårgårda ·
 Ronde van Noorwegen ·
 Bretagne Classic ·
 Boels Rental Ladies Tour ·
 La Madrid Challenge by La Vuelta ·
 Ronde van Guangxi